# Dirleton Castle
Dirleton Castle is een 13e-eeuws kasteel in Dirleton in de Schotse regio East Lothian. Het kasteel is een van de best bewaarde kastelen in Schotland, ondanks de roerige geschiedenis. Na 400 jaar bewoning door de familie De Vaux is het kasteel thans bekend om zijn kasteeltuinen.

## Geschiedenis

### De Vaux
Het kasteel werd rond 1220 gebouwd door John de Vaux ter vervanging van een eerder kasteel dat een eeuw vroeger was gebouwd toen de familie De Vaux de baronie van Gullane en Dirleton verkreeg tijdens de regering van Malcolm IV van Schotland (1153-1165). Het oude kasteel, genaamd Tarbet Castle, was gelegen op Fidra Island, dat door William de Vaux, de vader van John, in 1220 werd geschonken aan Dryburgh Abbey.
John de Vaux was steward van Marie de Coucy, de jonge koningin van Alexander II van Schotland.
In 1298 werd het kasteel voor het eerst belegerd. De familie De Vaux van Dirleton bleven trouw aan de Schotse koning, reden genoeg voor Eduard I van Engeland, die Schotland wilde inlijven, om bisschop Beck of Durham te sturen om het kasteel in te nemen. Het garnizoen moest zich uiteindelijk overgeven door gebrek aan voedsel. De Engelse koning wees Robert de Mandlee aan als beheerder van het kasteel.
Het is niet bekend hoelang de Engelsen het kasteel in hun bezit hadden, maar de Schotten moeten het hebben terug veroverd aangezien het kasteel in 1306 door Aymer de Valence, luitenant van Eduard I, weer werd ingenomen. Een broer van John de Kyngston, de Engelse beheerder van Edinburgh Castle, werd aangewezen als beheerder van het kasteel.
Ten tijde van de Battle of Bannockburn in 1314 was Dirleton Castle weer in Schotse handen. Robert the Bruce gaf opdracht tot vernietiging van het kasteel; dit om te voorkomen dat het kasteel ooit weer gebruikt zou worden tegen de Schotten. De resten van de torens aan de noordoost- en zuidoostzijde zijn nog te zien.

### Halyburton
Toen de laatste mannelijke nakomeling van de familie De Vaux stierf, kwam het kasteel in handen van John Halyburton, die zelf omkwam tijdens de Battle of Nisbet in 1355. Het kasteel bleef gedurende twee eeuwen in het bezit van de familie Halyburton. In de vijftiende eeuw werd de baronie een graafschap.
De Halyburtons hebben het kasteel verder uitgebreid met onder andere een poortgebouw, een grote hal en nieuwe residenties voor de heer en vrouwe van het kasteel.

### Ruthven
In 1505 stierf de laatste mannelijke nakomeling van de Halyburtons, drie dochters achterlatende. Het kasteel en een derde van het land kwam in handen van de oudste dochter, Janet, gehuwd met William of Ruthven.
Patrick, de derde Lord Ruthven, was een overtuigd protestant en hoofdrolspeler in de moord op David Riccio in Holyrood in 1566. Zijn zoon William, ook betrokken bij deze aanslag, werd in 1581 graaf van Gowrie. Een jaar later was hij betrokken bij een paleisrevolutie die bekend werd onder de naam Raid of Ruthven. Het plan was om de koning gevangen te nemen; dit lukte en gedurende tien maanden bestuurde Gowrie en zijn medeconspirators het land. Uiteindelijk ontsnapte de koning, maar Gowrie verkreeg een pardon. In 1585 werd hij alsnog onthoofd. Zijn weduwe, Lady Dorothea, gaf Dirleton Castle over aan de koning, die het aan de graaf van Arran doneerde.
Het kasteel werd toch weer snel teruggegeven aan de familie Ruthven, totdat in 1600 wederom een coup faalde waarbij de derde en laatste graaf Gowrie, Alexander Ruthven, samen met zijn jongere broer werden gedood in hun huis te Perth. Deze coup werd bekend onder de naam Gowrie Conspiracy.
Dirleton Castle werd door koning James als beloning gegeven aan Sir Thomas Erskine, die Alexander Ruthven had gedood.

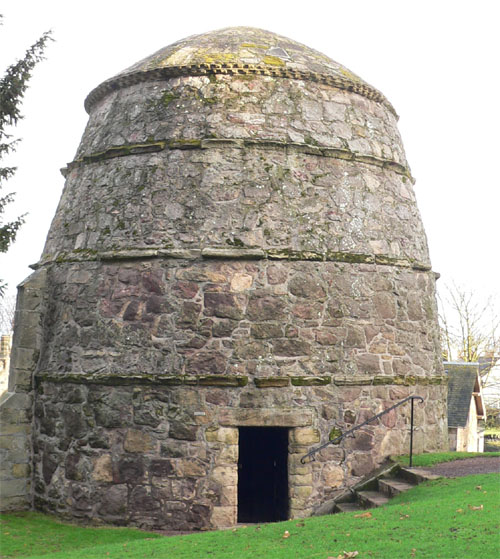
De zestiende-eeuwse duiventil

Het renaissancehuis aan de zuidkant, de huidige inrichting van de tuinen en de duiventil zijn verwezenlijkt door de familie Ruthven.

### Nisbet
In 1650 had Oliver Cromwell de regio East Lothian in handen, maar zijn aanvoerlijnen werden ernstig gehinderd door aanhangers van de koning die hun basis in een aantal kastelen in de regio hadden, waaronder in Dirleton Castle. Generaal Monk kreeg de opdracht om met 1600 man Dirlington Castle in te nemen. Met het vierde schot van hun geschut sneuvelde de binnenste poort en kwam de ophaalbrug naar beneden. Kwartier werd niet gegeven. De beheerder van het kasteel, de kapitein en 60 soldaten werden gevangengenomen; het kasteel werd vernietigd. Het kasteel werd nog tijdelijk gebruikt als veldhospitaal en werd vervolgens aan zijn lot overgelaten.
In 1663 werd Dirleton Castle gekocht door de Sir John Nisbet. Het kasteel was niet meer bewoonbaar en de familie Nisbet bouwde een nieuw huis in Archerfield, nabij Dirleton. De tuinen en de gaarden rond het kasteel werden wel bijgehouden. De bekendheid van de tuinen nam toe onder David Thompson, die in 1858 hoofdtuinier werd.

## Bouw
Dirleton Castle kent drie duidelijk verschillende bouwfasen. De originele bouwstijl van het 13e-eeuwse De Vaux kasteel was simpel, gebouwd met vierkante steenblokken. In de veertiende eeuw bouwden de Halyburtons met stenen van verschillende grootte en brachten simpele steenversieringen aan. In de zestiende eeuw maakten de Ruthvens gebruik van stenen van andere, vernietigde gebouwen en brachten delicatere steenversieringen aan.
De hoge muren van het kasteel zijn gebouwd op massieve rots. Eromheen bevond zich een diepe greppel, die door de Halyburtons is gedicht.
De zuidkant van het kasteel is de voorzijde met een dertiende-eeuwse donjon, waar de heer De Vaux zijn privé-vertrekken, en het veertiende-eeuwse poorthuis (met ijzeren hekken, wachtvertrekken, moordgat) gebouwd door de Halyburtons. In de zeventiende eeuw is de bovenste verdieping van de donjon verwijderd om er een kanonplatform bovenop te maken. Tussen de donjon en het poortgebouw bevindt zich een zijpoortje. De middeleeuwse ophaalbrug bestaat niet meer; een moderne brug is ervoor in de plaats gekomen.
Bij de familie De Vaux lag de focus van de woonfunctie in het zuidwest-gedeelte (de donjon). De Halyburtons focusten op de oostzijde en de Ruthvens op het zuidwesten.

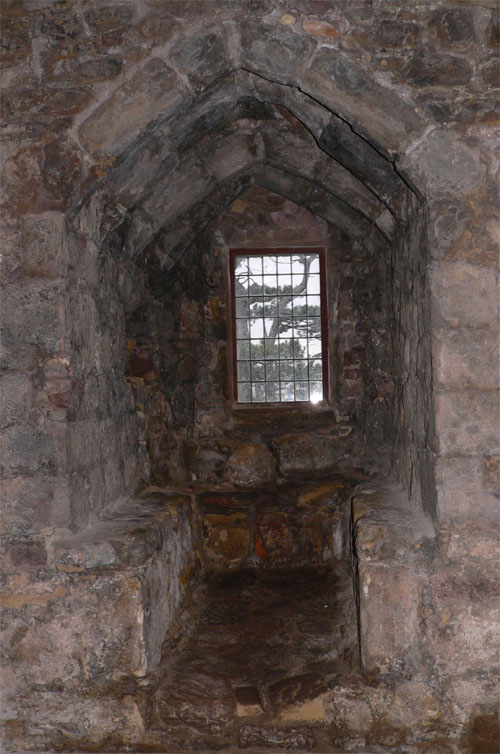
Een alcoof in de hal in de donjon

Op de eerste verdieping van de donjon waren de privévertrekken van de familie De Vaux. Op de begane grond bevond zich een zeshoekige kamer - net als de hal erboven - die als keuken of kleine hal dienstdeed. Drie zijden hebben smalle ramen, een vierde zijde heeft een deur naar een latrine, een vijfde een haard en een zesde de ingang.
Aan de zuid- en oostmuren bouwden de Halyburtons hun belangrijkste vertrekken. De begane grond bestond uit voorraadruimtes, een put van 11,5 meter diep en aan de zuidkant een bakhuis.
Aan de noordkant leidt een trap naar de priesterkamer, met vuurplaats en latrine, en de oost-west georiënteerde kapel; eronder bevinden zich de gevangenis (met vuurplaats) en het gat. Dit laatste is een ruimte van 3,3 meter in het vierkant, zonder licht en nauwelijks ventilatie. Er bevindt zich wel een latrine.
Op de bovenste verdieping bevonden zich de keukens en de grote hal. De grote keuken heeft twee grote vuurplaatsen met hoge schoorstenen. Een luik in de vloer gaf de mogelijkheid om voorraden op te hijsen uit de opslagruimtes en bakhuis.
De Ruthven Lodging in het zuidwesten is een voorbeeld van een renaissancehuis van drie verdiepingen hoog met ronde wenteltrappen aan twee kanten.

## Beheer
Het beheer van Dirleton Castle is sinds 1923 in handen van Historic Environment Scotland.